# Erik Ulfsson
Erik Bernhard Ulfsson, född den 16 oktober 1898 i Helsingfors, död där den 27 november 1984, var en finländsk militär. Han var far till Birgitta Ulfsson.
Ulfsson blev fänrik och löjtnant 1920, kapten 1925, major 1936, överstelöjtnant 1940 och överste 1943.